# 马达夫·库马尔·内帕尔
马达夫·库马尔·内帕尔（1953年3月12日—），又译尼帕尔，尼泊尔政治家，前尼泊尔总理，现任尼泊尔共产党（联合社会主义者）主席。
1953年3月12日，内帕尔出生于尼泊尔王国高尔的一个婆罗门家庭。1969年，开始参加共产主义运动。1973年，毕业于特里布文大学商科专业。曾在银行和公务员部门工作，后完全投身于政界。1978年，参与创建尼泊尔共产党（马列）。1991年，领导尼泊尔共产党（马列）与其他政党合并为尼泊尔共产党（联合马列）。1993年，内帕尔任尼泊尔共产党（联合马列）总书记。2008年，因该党在尼泊尔制宪会议选举中表现欠佳，内帕尔辞去总书记一职。2009年5月23日，在尼泊尔制宪会议举行的总理选举中，内帕尔当选为新一任尼泊尔总理。